# جون إرنست نيلسون
جون إرنست نيلسون (بالسويدية: Johan Ernst Nilson)‏ هو مستكشف سويدي، ولد في 4 أغسطس 1969 في ستوكهولم في السويد.